# Pablo Milanés

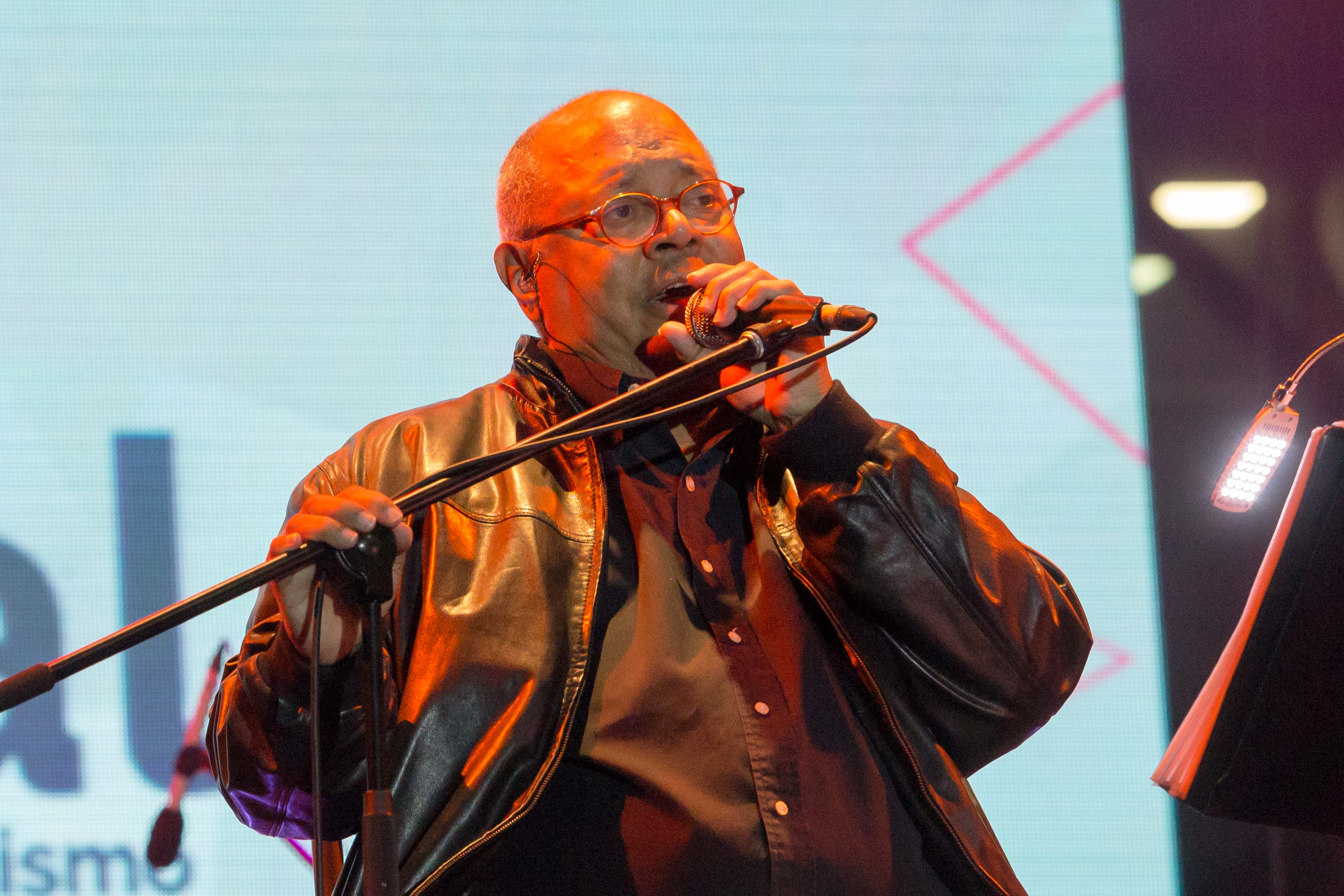
Pablo Milanés, 2015

Pablo Milanés Arias (genannt Pablito; * 24. Februar 1943 in Bayamo, Kuba; † 22. November 2022 in Madrid, Spanien) war als Liedermacher und Sänger einer der zentralen Repräsentanten der kubanischen Musikrichtung Nueva Trova.

## Leben

### Jugend und Beginn der Musikerlaufbahn
Milanés nahm schon als Kind in seiner Heimatstadt Bayamo erfolgreich an Gesangswettbewerben teil. Anfang der 1950er Jahre zog seine Familie mit ihm nach Havanna um, wo er mit der besonders vielseitigen Musikszene in Kontakt kam und über mehrere Jahre am städtischen Konservatorium eine musikalische Ausbildung erhielt. 1956 hatte er in der Talentshow Estrellas Nacientes seinen ersten Fernsehauftritt. Ab 1960 betätigte er sich als Berufsmusiker, zunächst als Sänger des Trios Los Armónicos, mit dem Conjunto Típico Sensación und vor allem als Frontmann der Band Cuarteto del Rey, die Afro-American Spirituals sang. 1963 präsentierte er seine erste Eigenkomposition – das Lied Tú, mi desengaño im damals populären, romantischen Musikstil Filin – und trat in der Folge mit eigenen Liedern bei eigener Gitarrenbegleitung in den Musikclubs Havannas auf. 1964 gehörte er zur Vokalgruppe Los Bucaneros. Seine Komposition Mis 22 años von 1965 gilt mit ihrer optimistischen Botschaft und der Bezugnahme auf kubanische Musiktraditionen als Übergang vom Filin zur Nueva Trova.

### Zwangsarbeitslager UMAP, Gefängnis und Straflager
Ab 1966 wurde er für 18 Monate ohne Anklage in einem der berüchtigten militärischen Umerziehungslager (UMAP) in der zentralkubanischen Provinz Camagüey festgehalten, das er 2015 als „stalinistisches Konzentrationslager“ bezeichnete. Gemeinsam mit anderen jungen Männern, die meist wegen ihres unangepassten Lebensstils, ihrer religiösen Überzeugung oder ihrer sexuellen Orientierung nicht dem Idealbild des von der Revolutionsregierung propagierten „Neuen Menschen“ entsprachen, wurde er dort zu harter landwirtschaftlicher Arbeit gezwungen, bis er aus dem Lager floh und sich nach Havanna absetzte, um dort auf die als menschenunwürdig erfahrenen Missstände hinzuweisen. Er wurde jedoch festgenommen, für zwei Monate in der Festung La Cabaña inhaftiert und anschließend in ein Straflager verlegt, dessen Bedingungen Milanés später als „schlimmer als die UMAP“ beschrieb. Er kam erst frei, als das System der UMAP in der Folge nationalen und internationalen Drucks der öffentlichen Meinung Ende 1967 abgeschafft wurde.

### Gründung der Bewegung „Nueva Trova“
Im Februar 1968 gab er gemeinsam mit den Liedermachern Silvio Rodríguez und Noel Nicola (1946–2005) im Kulturzentrum Casa de las Américas ein Konzert, das als Gründungsveranstaltung dieser Musiktradition gilt. Von 1969 an gehörte er unter Leo Brouwer zu der „Gruppe für Tonexperimente“ (Grupo de Experimentación Sonora/GES) des kubanischen Filminstitutes ICAIC. Dort arbeitete er mit Rodríguez, Sara González (1951–2012) und anderen Begründern der Nueva Trova zusammen. Sowohl die eindringliche Poesie seiner Lieder als auch sein politisches Engagement finden bis heute auch außerhalb Kubas in nahezu allen spanischsprachigen Ländern großen Anklang. Die lateinamerikanische und spanische Jugend der 1970er bis 1980er Jahre begeisterte sich für die Lieder der Nueva Trova. Themen der Lieder von Pablo Milanés sind die Liebe, aber auch die kubanische Gesellschaft und Politik. Bekannteste Lieder sind: Yolanda, Para Vivir, El breve espacio en que no estás, Yo me quedo, Amo a esta isla, Cuánto gané, cuánto perdí und Yo no te pido.

### Gründung und Schließung der Pablo-Milanés-Stiftung
Im Juni 1993 gründete er nach langer Vorbereitung mit behördlicher Genehmigung die erste regierungsunabhängige, selbst finanzierte und nach Milanés’ Aussage „ideologisch ungebundene“ Kulturstiftung Kubas, die Fundación Pablo Milanés mit einem Startkapital von 160.000 US-Dollar. Sie entwickelte schnell großes Ansehen im In- und Ausland, unterhielt unter anderem ein von Leo Brouwer dirigiertes Jugendsinfonieorchester und unterstützte Gruppen junger Bildhauer und Dichter sowie Camerata Romeu, ein Kammerorchester junger Musikerinnen. Die Stiftung förderte insbesondere den Kulturaustausch mit Spanien. Nur zwei Jahre später sah sich Milanés zur Schließung der Stiftung gezwungen und es kam zum offenen Bruch mit dem von Armando Hart geführten Kulturministerium, dem außer der Kontrolle über die angestoßenen Projekte auch sämtliche Sachmittel zuflossen und dem Milanés systematische Behinderung sowie die Ausgrenzung von Ideen, Aktionen und Personen der Stiftung vorwarf – worüber die kubanischen Medien nicht berichteten.

### Konzerte in Kuba ab 2008
Im August 2008 gab er ein Open-Air-Konzert auf Havannas größter Bühne, zu dem er einige populäre Musiker verschiedener Genres zum gemeinsamen Auftritt versammelte, darunter die Kubanerinnen Omara Portuondo, Haila Mompié, seine Töchter Haydée, Lynn und Suilén sowie den Puerto-Ricaner Andy Montañez. Bemerkenswert war dabei vor allem seine Entscheidung, auch das für seine regierungskritischen Texte bekannte, kubanische Rap-Duo Los Aldeanos auf die Bühne einzuladen, das zum ersten Mal vor mehreren Tausend Zuschauern auftreten durfte und dort unter anderem sang: „Nieder mit allen Präsidenten des Planeten!“
Nach langer Pause gab Milanés ab Mai 2013 im Jahr seines 70. Geburtstags erstmals wieder Konzerte auf kubanischen Bühnen und trat im Rahmen einer Mini-Tournee im August in Havanna, Santiago de Cuba und Camagüey auf. Sein letztes Konzert gab er im Juni 2022 in Havanna. Er widmete es der Musik, nicht der Politik.

## Privates
Pablo Milanés hatte neun Kinder, sieben davon wurden in Kuba geboren, zwei später in Spanien. Seine Töchter Lynn (* 1970), Suylén (1971–2022), entstanden aus der Ehe mit Yolanda Benet, der das ikonische Lied Yolanda gewidmet war, und Haydée (* 1980) waren beziehungsweise sind ebenfalls erfolgreiche Solo-Musikerinnen. Enkelin und Suyléns Tochter Camila Guevara macht ebenfalls Karriere als Liedermacherin. Milanés lebte mehrere Jahre bis 2017 überwiegend in der nordwestspanischen Region Galicien, der Heimat seiner vierten Ehefrau Nancy Pérez. Im Juni 2014 wurde Milanés dort eine von Pérez gespendete Niere transplantiert, wodurch seine chronischen Nierenbeschwerden kuriert wurden. Ab 2017 lebte er bis zu seinem Tod in Madrid.
Pablo Milanés starb am 22. November 2022 im Alter von 79 Jahren in einem Madrider Krankenhaus an den Folgen von Krebs.

## Politische Stellungnahmen
Milanés ist erklärter Unterstützer der sozialistischen Prinzipien des von Fidel Castro errichteten politischen Systems in Kuba. Sein Status als einer der prominentesten Künstler des Landes lässt sich beispielsweise daran ablesen, dass Staatspräsident Castro ihn und Silvio Rodríguez 1985 bei der Rückkehr von einer großen Lateinamerika-Tournee persönlich am internationalen Flughafen von Havanna empfing. Er war für eine fünfjährige Legislaturperiode Abgeordneter der Nationalversammlung ohne Parteizugehörigkeit – allerdings ohne an den halbjährlichen Parlamentssitzungen teilzunehmen. In späteren Jahren hat Milanés zu verschiedenen Gelegenheiten deutliche Kritik an politischen Missständen in seinem Land geübt, die in Interviews mit ausländischen Medien veröffentlicht wurde. Im Zuge der Kubanischen Proteste 2021 unterzeichnete er ein Manifest der Kubanischen Zivilgesellschaft, in dem dringende soziale und ökonomische Reformen gefordert wurden. Während der Unterzeichnung sagte er, das Land müsse neuen Stimmen, neuen Wegen zum Denken Raum bieten. Dazu brauche es neue Gesetze und neue Freiheiten.

### Kontroverse um kritische Äußerungen 2011
Im Spätsommer 2011 löste er durch eine Reihe von Wortmeldungen eine Kontroverse um seine Person und insbesondere seine politische Haltung aus, an der sich prominente kubanische Intellektuelle innerhalb und außerhalb Kubas beteiligten. Im Vorfeld seines ersten Konzerts in Miami seit über 30 Jahren und ausgerechnet am 13. August (dem 85. Geburtstag Fidel Castros) veröffentlichte die in Miami erscheinende Tageszeitung El Nuevo Herald, das für die Exilkubaner in den USA wichtigste Medium, ein ausführliches Interview mit Milanés, in dem dieser die Freiheitseinschränkungen und die Rassendiskriminierung in Kuba kritisch ansprach. Außerdem erwähnte der Sänger, dass er im Frühjahr 2003 der einzige von 27 prominenten kubanischen Intellektuellen gewesen war, der sich trotz Aufforderung der Regierung weigerte, einen an kritische Freunde Kubas im Ausland gerichteten offenen Brief zu unterschreiben. Der Brief verteidigte die auch als „Schwarzer Frühling“ bezeichnete Verhaftungswelle gegen rund 80 Menschenrechtsaktivisten, unabhängige Journalisten und Regimegegner sowie die Hinrichtung von drei jungen schwarzen Kubanern, die nach einem unblutig beendeten Entführungsversuch einer Personenfähre in Schnellverfahren zum Tode verurteilt worden waren, und trug die Unterschriften einiger der bekanntesten in Kuba lebenden Kulturschaffenden wie Omara Portuondo, Alicia Alonso, Chucho Valdés und Silvio Rodríguez. In einem Interview mit dem US-Fernsehsender Univisión sagte Milanés am 26. August 2011, er sei heute nicht mehr wie früher ein Anhänger Fidel Castros („fidelista“), den er für seine historischen Leistungen seinerzeit bewundert habe. Außerdem sei er bereit und hätte er keinen Vorbehalt, für die (prominente Oppositionsgruppe) Damas de Blanco zu singen.
Am 29. August folgte sein viel beachteter offener Brief an Edmundo García, einen die Regierung Castro verteidigenden Journalisten in Miami, der ihn in einem am 26. August veröffentlichten Kommentar für seine kritischen Äußerungen als Heuchler angegriffen hatte. In diesem Brief verteidigte Milanés sein Recht auf Meinungsfreiheit und beklagte, dass es in den staatlich kontrollierten Medien in Kuba keinen Raum für abweichende Meinungsäußerungen gebe. Weiterhin bezeichnete er die sich in Kuba häufenden tätlichen Angriffe von „Horden sogenannter Revolutionäre“ (Actos de Repudio) auf die Damas de Blanco als „feige, abstoßend und beschämend“, so dass er sich mit ihnen solidarisch fühle, ohne deswegen ihre politischen Auffassungen völlig teilen zu müssen. Vertreterinnen der Oppositionsgruppe dankten ihm daraufhin für seine Solidarität und baten ihn darum, dieselbe Haltung auch innerhalb Kubas ausfrecht zu erhalten und sie anderen kubanischen Künstlern und Intellektuellen zu vermitteln.
Der exilkubanische Musiker Mike Porcel erinnerte am 31. August daran, dass Milanés selbst 1980 sich ebenfalls äußerst intolerant gegenüber abweichenden Meinungen gezeigt hatte, als er einen an Porcel gerichteten Brief im Namen der Bewegung der Nueva Trova mitverfasste, in dem Porcel wegen seines unmittelbar zuvor gestellten Ausreiseantrags Verrat vorgeworfen und die Freundschaft aufgekündigt wurde. Auch habe sich Milanés an den anschließenden, eine Woche lang abgehaltenen Einschüchterungsmaßnahmen (actos de repudio) gegen Porcels Familie beteiligt, die denen jetzt von ihm angeprangerten Angriffen auf die Damas de Blanco glichen, ohne in all den Jahren jemals für sein damaliges Handeln um Entschuldigung gebeten oder sein Bedauern ausgedrückt zu haben. (Porcel durfte Kuba erst neun Jahre später verlassen.)
Ungleich höhere Aufmerksamkeit erregte die folgende, im Internet ausgetragene Auseinandersetzung zwischen Pablo Milanés und seinem langjährigen Wegbegleiter und Musikerkollegen der Nueva Trova Silvio Rodríguez, der ihn am 5. September in seinem Blog für seine Äußerungen in Miami kritisierte und ihm materielle Beweggründe unterstellte: Milanés habe „seine Seele dem Teufel verkauft“. Milanés antwortete darauf am folgenden Tag, er werde Rodríguez, der einmal sein Bruder gewesen sei, dessen „zweifachen Verrat“ niemals verzeihen. Am 15. September beschuldigte der im Vergleich zu Rodríguez bedeutend weniger populäre und weniger unabhängige Musiker Vicente Feliú Pablo Milanés, den „Batista-Anhängern“ in Miami nach dem Mund geredet und das Vaterland verraten zu haben. Milanés sei krankhaft selbstverliebt und offenbar nicht bei klarem Kopf. Feliús Beitrag wurde ebenso wie Rodríguez’ Kritik auf der staatlichen Webseite Cubadebate weiter verbreitet, nicht aber die ursprünglichen Äußerungen von Pablo Milanés, auf die sie sich bezogen. Als erster in Kuba lebender Künstler sprach am 18. September der populäre Schauspieler Luis Alberto García dem inzwischen auch von Journalisten auf der Webseite des Magazins des Kulturministeriums, La Jiribilla, angegriffenen Pablo Milanés in einer im Internet verbreiteten Nachricht öffentlich seine Solidarität aus und lobte ihn als kubanischen Patrioten.
Wenige Tage nach Milanés’ Rückkehr nach Kuba sollen staatliche Radiosender in mehreren Landesteilen von der Rundfunkbehörde ICRT in Havanna die Anweisung erhalten haben, ab sofort keine Stücke von ihm mehr zu spielen (mit Ausnahme von ihm komponierter, jedoch von anderen Sängern aufgenommener Lieder). Ein offiziell verkündetes Verbot sei aber nicht ausgesprochen worden. Milanés bezeichnete entsprechende Meldungen über eine vermeintliche Zensur jedoch als „absolut falsch“.